# هبات (یمن)
 هبات  به عربی ( الَهّبات  )، روستایی است در عزلهٔ (بیت هارون)، در ناحیهٔ (المنیرة)، از توابع استان حَجّه در کشور یمن در شبه جزیره عربستان. 
جمعیت آن ۳۹۹ نفر (۱۵ خانوار) می‌باشد.